# Spoorlijn Uelzen - Langwedel
De spoorlijn Uelzen - Langwedel ook wel Uelzener Bahn genoemd als onderdeel van de Amerikalinie is een Duitse spoorlijn als spoorlijn 1960 onder beheer van DB Netze.

## Geschiedenis
Door een verdrag van 17 juni 1870 tussen de Vrije Hanzestad Bremen en de Preußische Staatseisenbahnen werd een snelle spoorlijn aangelegd tussen Berlijn en Bremerhaven en later ook naar Wilhelmshaven.
Het traject werd door de Magdeburg-Halberstädter Eisenbahngesellschaft op 15 april 1873 geopend. Het traject werd in 1907 uitgebreid met een tweede spoor. In 1987 werd dit tweede spoor opgebroken. 
In de 21e eeuw is begonnen, deze spoorlijn op te knappen; o.a. te Kirchlinteln moeten vanaf eind 2026 weer reizigerstreinen gaan stoppen.

## Treindiensten
Erixx, een onderdeel van Osthannoversche Eisenbahnen (OHE) verzorgt sinds 11 december 2011 het personenvervoer op dit traject met RB treinen voor een periode van 8 jaar. De treindienst wordt uitgevoerd met treinstellen van het type LINT 41 die van de Landesnahverkehrsgesellschaft Niedersachsen mbH (LNVG) gehuurd worden.
| Serie | Treinsoort           | Route                              | Bijzonderheden             |
| ----- | -------------------- | ---------------------------------- | -------------------------- |
| RB 37 | Regionalbahn (Erixx) | Bremen Hbf – Soltau (Han) – Uelzen | Rijdt eenmaal per twee uur |

## Aansluitingen
In de volgende plaatsen was of is er een aansluiting van de volgende spoorwegmaatschappijen:
Uelzen
DB 1720, spoorlijn tussen Lehrte en Cuxhaven
DB 1963, spoorlijn tussen Uelzen en Dannenberg
DB 6899, spoorlijn tussen Stendal en Uelzen
Soltau (Han)
DB 1712, spoorlijn tussen Walsrode en Buchholz
DB 9111, spoorlijn tussen Lüneburg en Soltau
DB 9170, spoorlijn tussen Celle en Soltau
DB 9171, spoorlijn tussen Soltau en Neuenkirchen
Visselhövede
DB 1711, spoorlijn tussen Hannover en Bremervörde
Langwedel
DB 1740, spoorlijn tussen Wunstorf en Bremerhaven

## Afbeeldingen

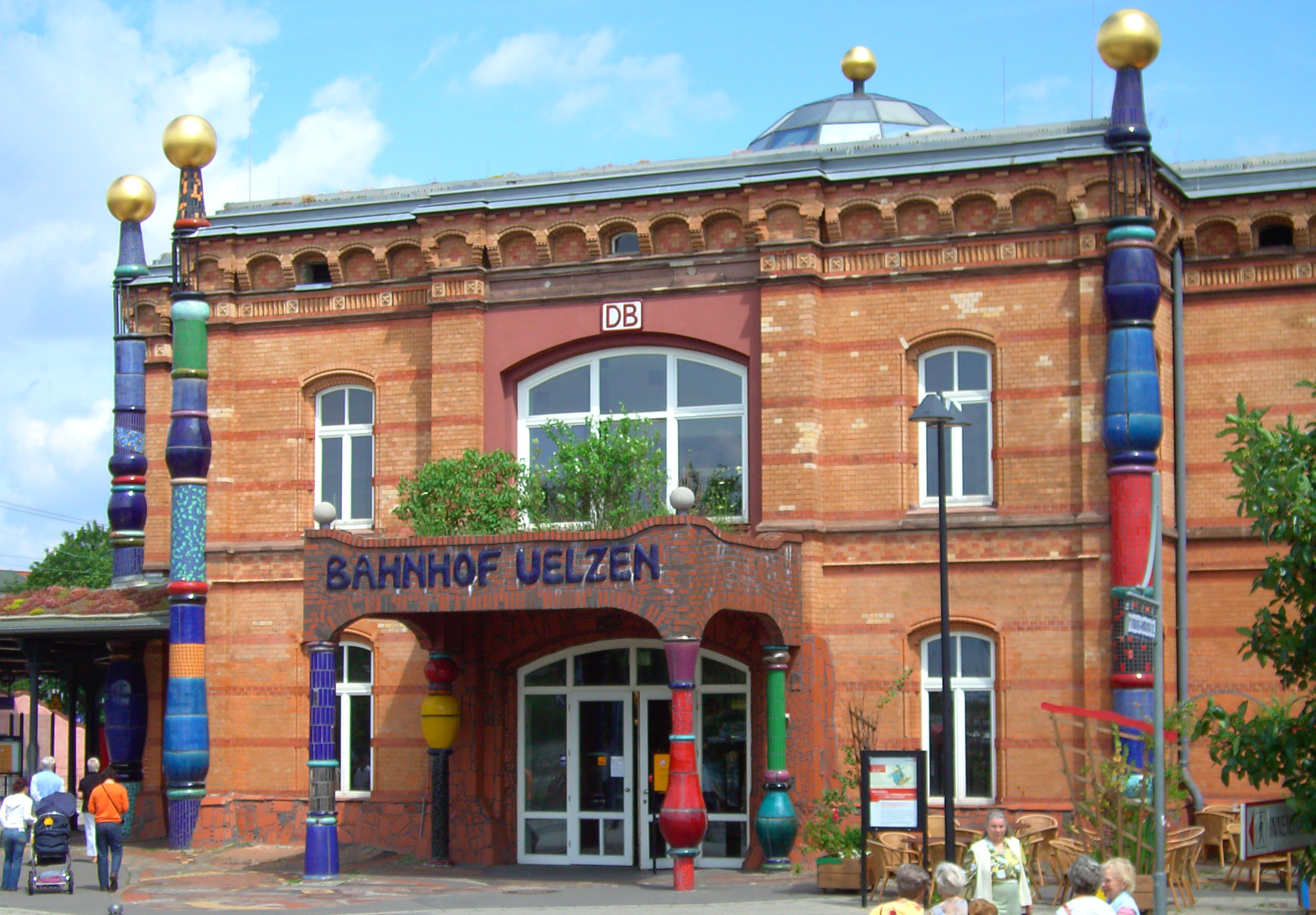
Station Uelzen, exterieur
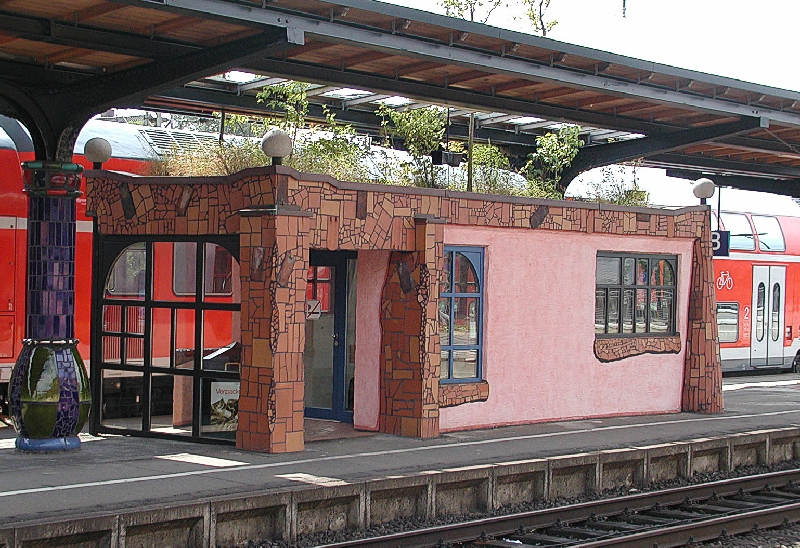
Station Uelzen, perron
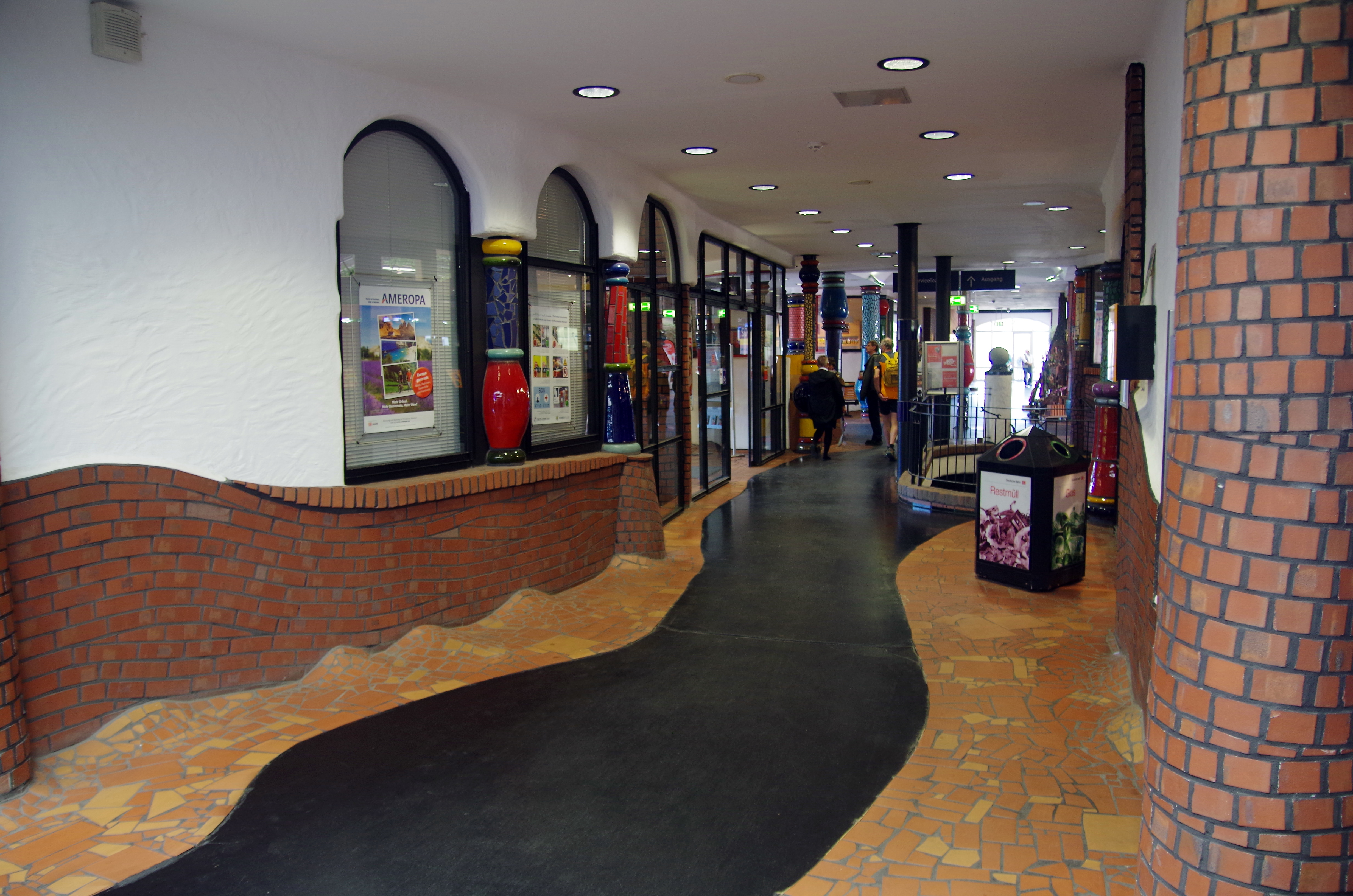
Station Uelzen, interieur
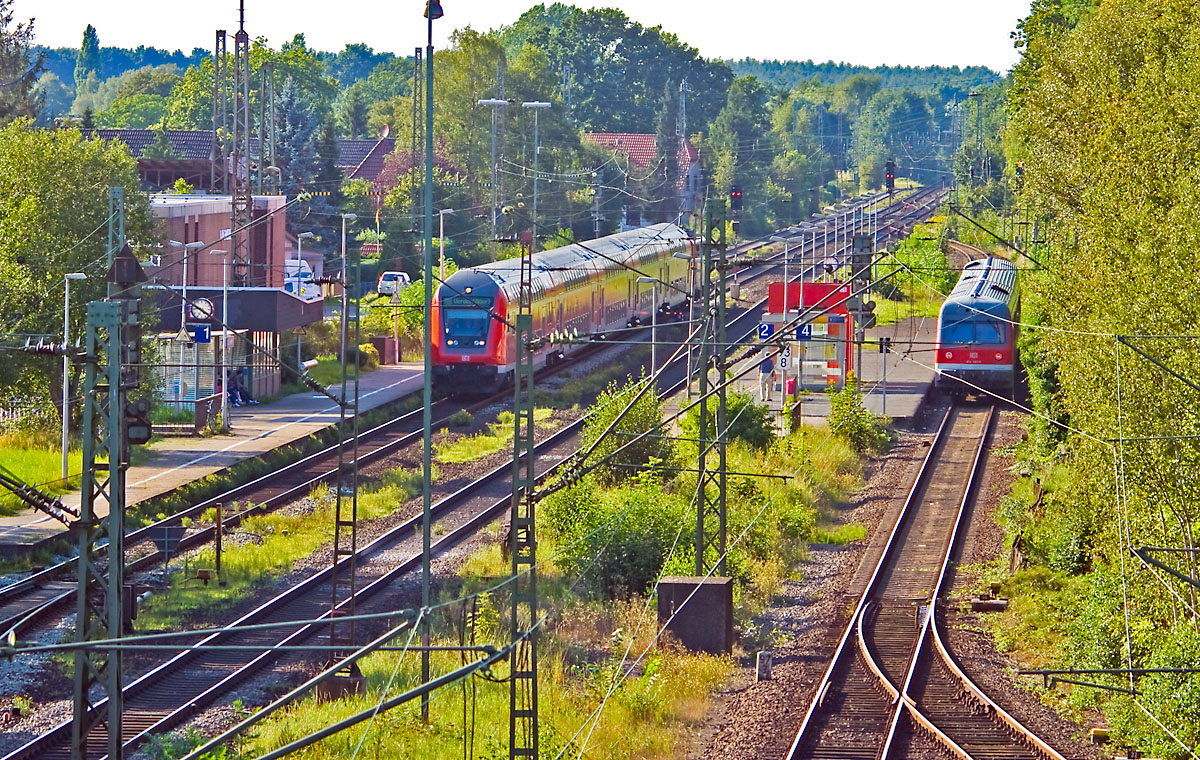
Station Langwedel